# Auguste Brun
Auguste Brun (* 28. März 1881 in Pau; † 22. August 1961 in Marseille) war ein französischer Romanist und Provenzalist.

## Leben
Brun studierte an der Sorbonne und bestand 1906 die Agrégation de grammaire. Dann war er Gymnasiallehrer in Toulon (1906–1907), Avignon (1907–1911), Digne (1911–1914) und, nach dem Weltkrieg, in Marseille. 1923 habilitierte er sich mit den beiden Thèses Recherches historiques sur l'introduction du français dans les provinces du Midi (Paris 1923) und L’introduction de la langue française en Béarn et en Roussillon (Paris 1923). Ab 1933 lehrte er an der Universität Aix-en-Provence, später als Ordinarius für romanische Sprachen. Zu seinen Schülern zählte Jean Stéfanini.

## Schriften
- Sur les troubadours bas-alpins. s. n., Digne 1914.
- La langue française en Provence de Louis XIV au Félibrige (= Bibliothèque de l’Institut historique de Provence. 1, ZDB-ID 1004005-5). Institut historique de Provence, Marseille 1927.
- Le français de Marseille. Étude de parler régional (= Bibliothèque de l’Institut historique de Provence. 10). Institut historique de Provence, Marseille 1931.
- Linguistique et peuplement. Essai sur la limite entre les parlers d’oïl et les parlers d’oc. In: Revue de linguistique romane. Band 12, 1936, S. 165–251.
- Le romantisme et les Marseillais (= Annales de la Faculté des Lettres d’Aix. Band 21, Nr. 1/2, ISSN 0245-9035). Université d’Aix-Marseille – Faculté des Lettres, Aix-en-Provence 1939, (Digitalisat).
- Parlers régionaux. France dialectale et unité française (= Connais ton pays. 4, ZDB-ID 1210685-9). Didier, Paris u. a. 1946.
- Bellaud de la Bellaudière. Poète provençal, XVIe siècle (= Annales de la Faculté des Lettres d’Aix. Band 26). Université d’Aix-Marseille – Faculté des Lettres, Aix-en-Provence 1952.
- als Herausgeber: Bellaud de la Bellaudière: Obros et rimos. Don-don infernau. Passa-tens (= Les Classiques d’oc au baccalaureat et à la licence ès lettres. 3, ZDB-ID 419609-0). Choix de textes avec notices, notes et lexique. Aubanel, Avignon 1954.
- Deux proses de théatre. Drame romantique, comédies et proverbes (= Annales de la Faculté des Lettres d’Aix. Publications des Annales de la Faculté des Lettres, Aix-en-Provence. Nouvelle série, Nr. 6, ZDB-ID 777902-1). Éditions Ophrys, Gap 1954.
- En Provence, de l’Encyclopédie au romantisme (= Annales de la Faculté des Lettres d’Aix. Publication des Annales de la Faculté des lettres, Aix-en-Provence. Nouvelle série, Nr. 8). Éditions Ophrys, Gap 1955.
- als Herausgeber: Poètes provençaux du XVIe siècle. Pierre Paul, Michel Tronc. Textes inédits (= Annales de la Faculté des Lettres d’Aix. Publication des Annales de la Faculté des lettres, Aix-en-Provence. Nouvelle série, Nr. 17). Éditions Ophrys, Gap 1957.